# Kato Simi
Kato Simi (en grec, Κάτω Σύμη) és un poble i una comunitat local de Grècia situat a l'illa de Creta. Pertany a la unitat perifèrica d'Iràklio i al municipi de Viannos. L'any 2011 tenia 107 habitants.

## Arqueologia
En aquest poble es troba un jaciment arqueològic, situat a la part meridional de la mont Dikti, a 1.200 m d'altitud, on s'han trobat restes d'un santuari minoic de muntanya —el santuari, però, no se'n situa al cim, com altres santuaris minoics, sinó en un vessant— que va estar en ús des del període minoic mitjà II. S'ha suggerit que ací es duien a terme ritus d'iniciació de joves. La seua importància augmentà en el minoic recent i, posteriorment, continuà usant-se fins a l'època romana. En el període hel·lenístic era un lloc de culte d'Hermes i Afrodita.
Les troballes inclouen inscripcions en lineal A, ossos d'animals, ceràmica, taules de libació, figuretes masculines i zoomorfes, espases, escuts de bronze, terracota i argent. A més, s'ha suggerit que se celebraven processons en un camí pavimentat que es dirigia a l'entrada del santuari. Cal destacar que hi hagué un edifici amb unes onze habitacions en el minoic mitjà III-minoic recent I amb un pati pavimentat petit, però després aquest santuari estava a l'aire lliure i mancava d'estructures arquitectòniques associades.
Les excavacions, les feu el servei arqueològic de Grècia, sota la direcció d'Angeliki Lebessi, al 1972.

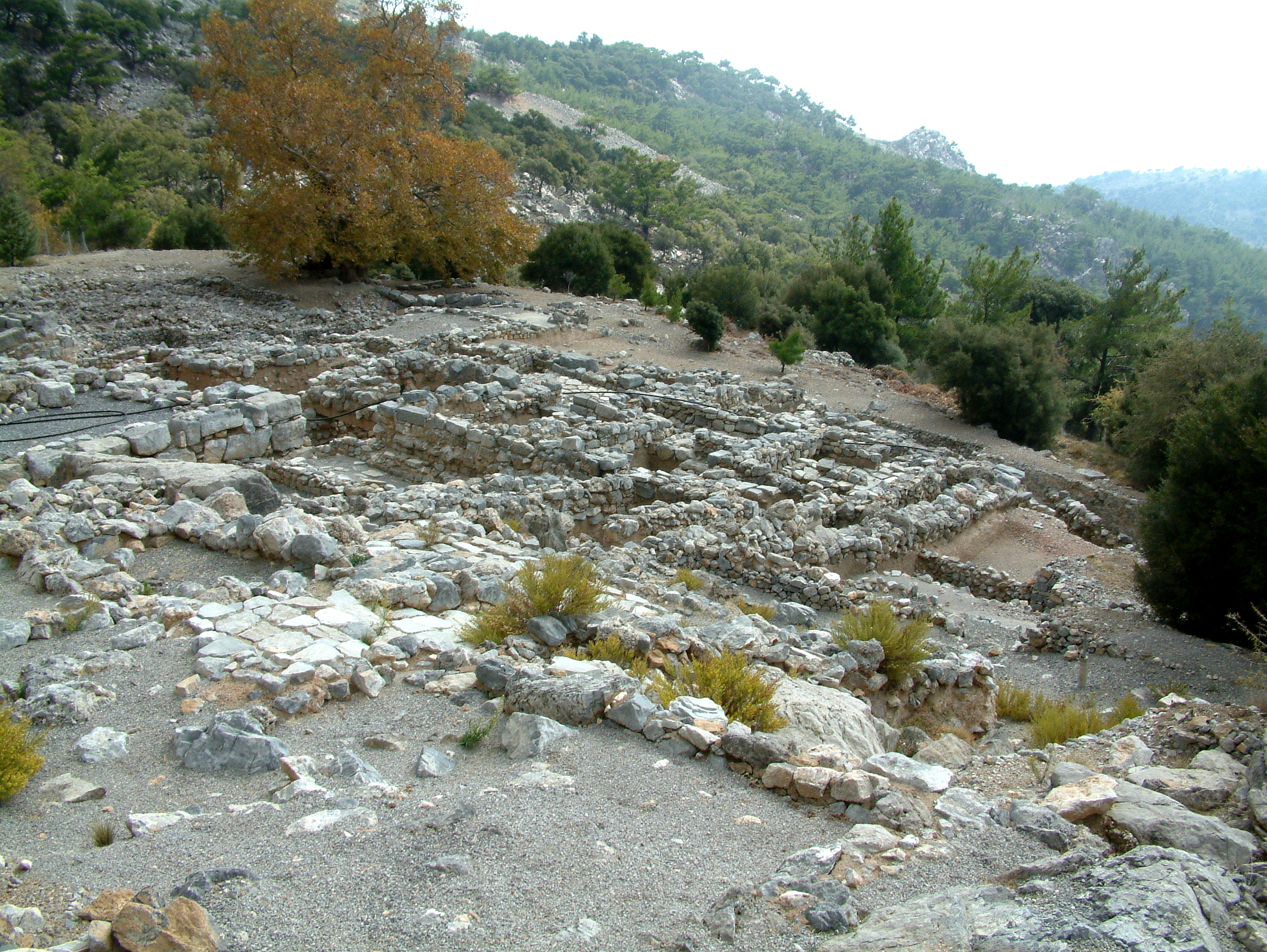
Restes del santuari de Kato Simi